# Careliopsis styliformis
Careliopsis styliformis är en snäckart som först beskrevs av Morch 1875.  Careliopsis styliformis ingår i släktet Careliopsis och familjen Pyramidellidae. Inga underarter finns listade i Catalogue of Life.